# Templo de la Sibila
El templo de la Sibila (en polaco: Świątynia Sybilli) es un templo monóptero o tholos en la ciudad de Puławy, Polonia, construido a finales del siglo XVIII como museo por la princesa Izabela Czartoryska.

## Historia
El Templo de la Sibila de Puławy, también conocido como el Templo de la Memoria, abrió sus puertas en 1801. El edificio se inspiró en el templo de Vesta romano de la ciudad de Tívoli, Italia, el templo de la sibila Tiburtina, conocido en toda Europa gracias a distintos grabados. El templo de Puławy, diseñado por el arquitecto polaco Chrystian Piotr Aigner, conmemora la historia de Polonia y su cultura, y las glorias y miserias de la vida humana. Entre sus objetos se encuentran las espadas Grunwald y otros objetos personales de los reyes y reinas polacos.
Durante el Levantamiento de Noviembre de los años 1830-31, el museo cerró. El hijo de la princesa Izabela Czartoryska, Adam Jerzy Czartoryski evacuó los objetos supervivientes al Hôtel Lambert, en París, Francia. El hijo de éste Ladislao Czartoryski reabrió el museo en 1878 en Cracovia, Polonia, como el Czartoryski Museum.

## Literatura
En 1884, el templo de la Sibila fue el escenario utilizado por el escritor polaco Bolesław Prus para su microrrelato, Moho de la Tierra.
La acción del relato se sitúa junto al templo, dónde hay una roca en la que ha crecido el moho. En un momento determinado, la roca se convierte por arte de magia en un globo terráqueo.
En este microrrelato de una página y media, Prus indetifica las sociedades humanas con el moho que, a través de los tiempos, conquista ciega e inexorablemente la superficie del globo. El relato también es una metáfora sobre la lucha constante por la existencia que está presente en la especie humana.
En 1869, por aquel entonces un Bolesław Prus de 22 años había terminado sus estudios en el Instituto Forestal y de Agricultura que se había abierto en el antiguo condado Czartoryski en Puławy. Anteriormente, había pasado varios años de su infancia en Puławy.

## Galería

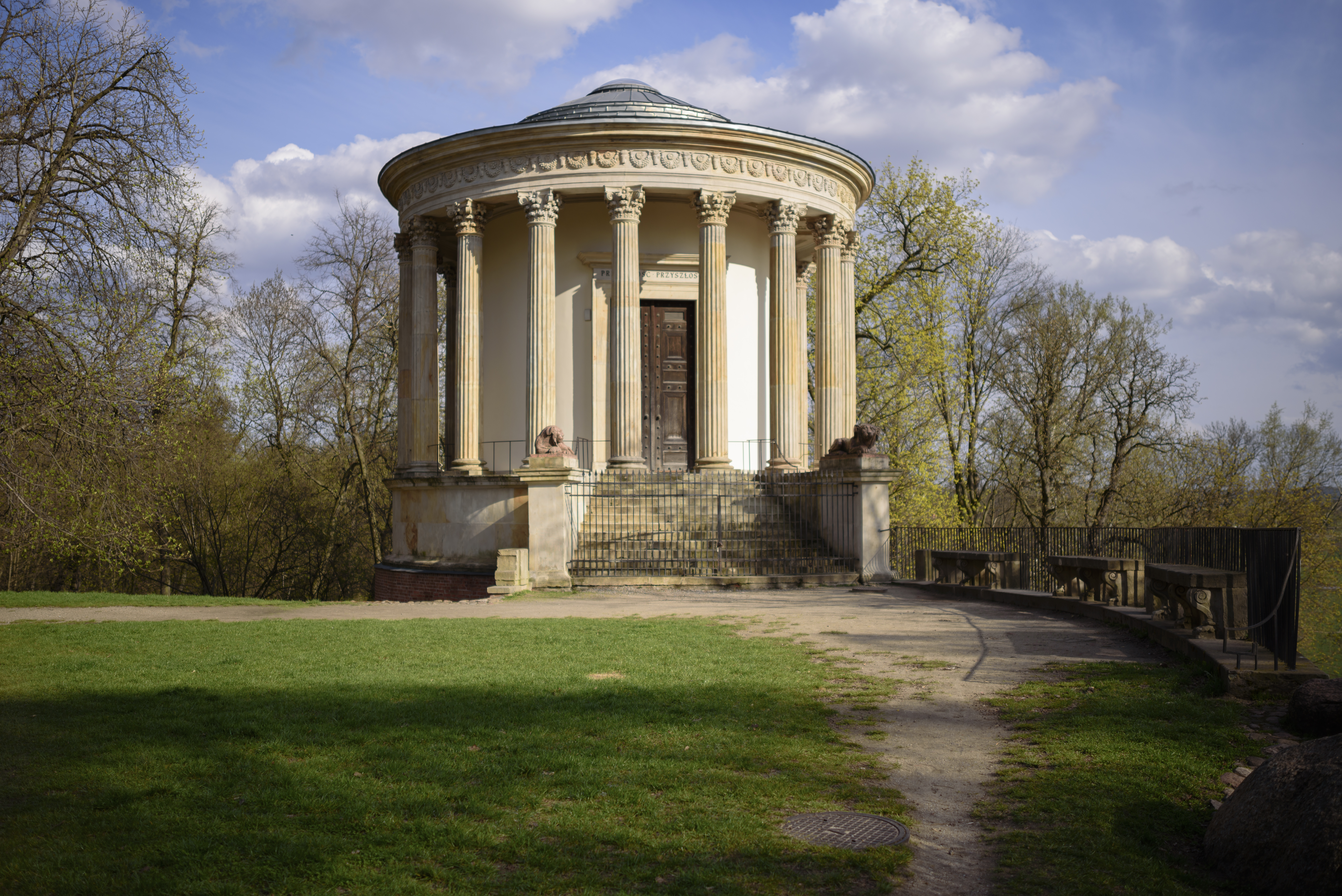
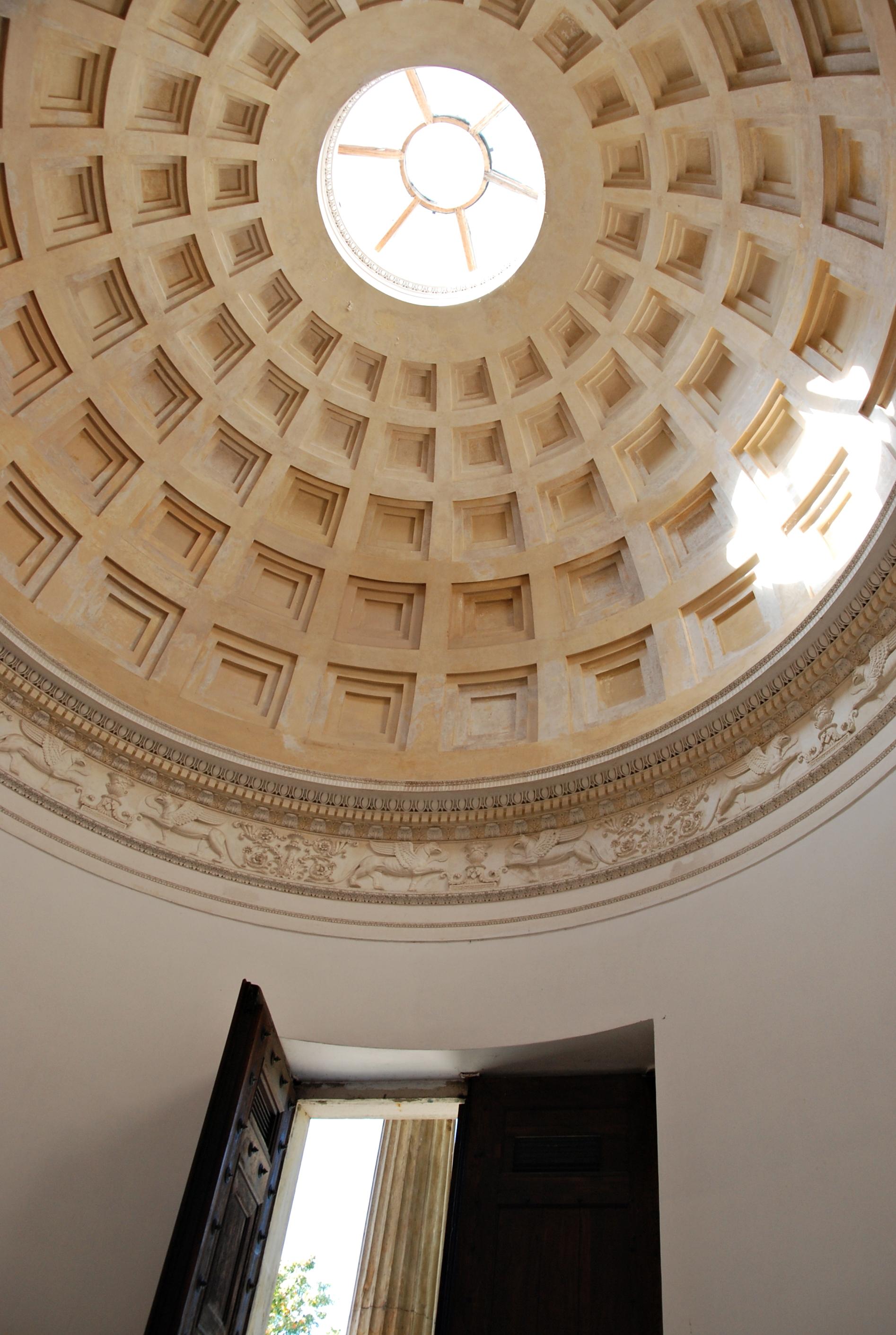
Interior del Templo
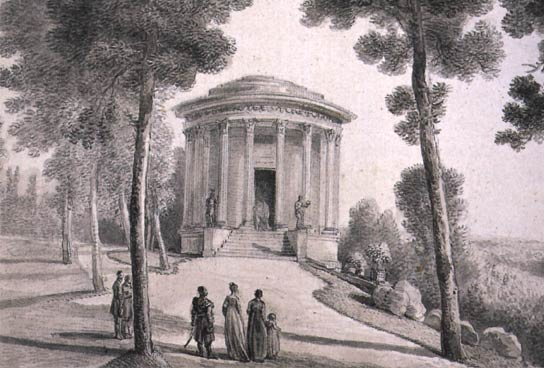
Grabado del siglo XIX